# Cloe
Cloe  è un nome proprio di persona italiano femminile.

## Varianti in altre lingue
- Catalano: Cloe[7]
- Francese: Cloé[1], Chloé[1]
- Greco antico: Χλόη (Chloe)[1][6]
- Inglese: Chloe[1][8], Khloe[1][8], Cloe[8], Chloë
  - Ipocoristici: Chlo[8], Clo[8]
- Polacco: Chloe
- Portoghese: Cloé[1]
- Russo: Хлоя (Chloja)
- Spagnolo: Cloe[1][7]

## Origine e diffusione

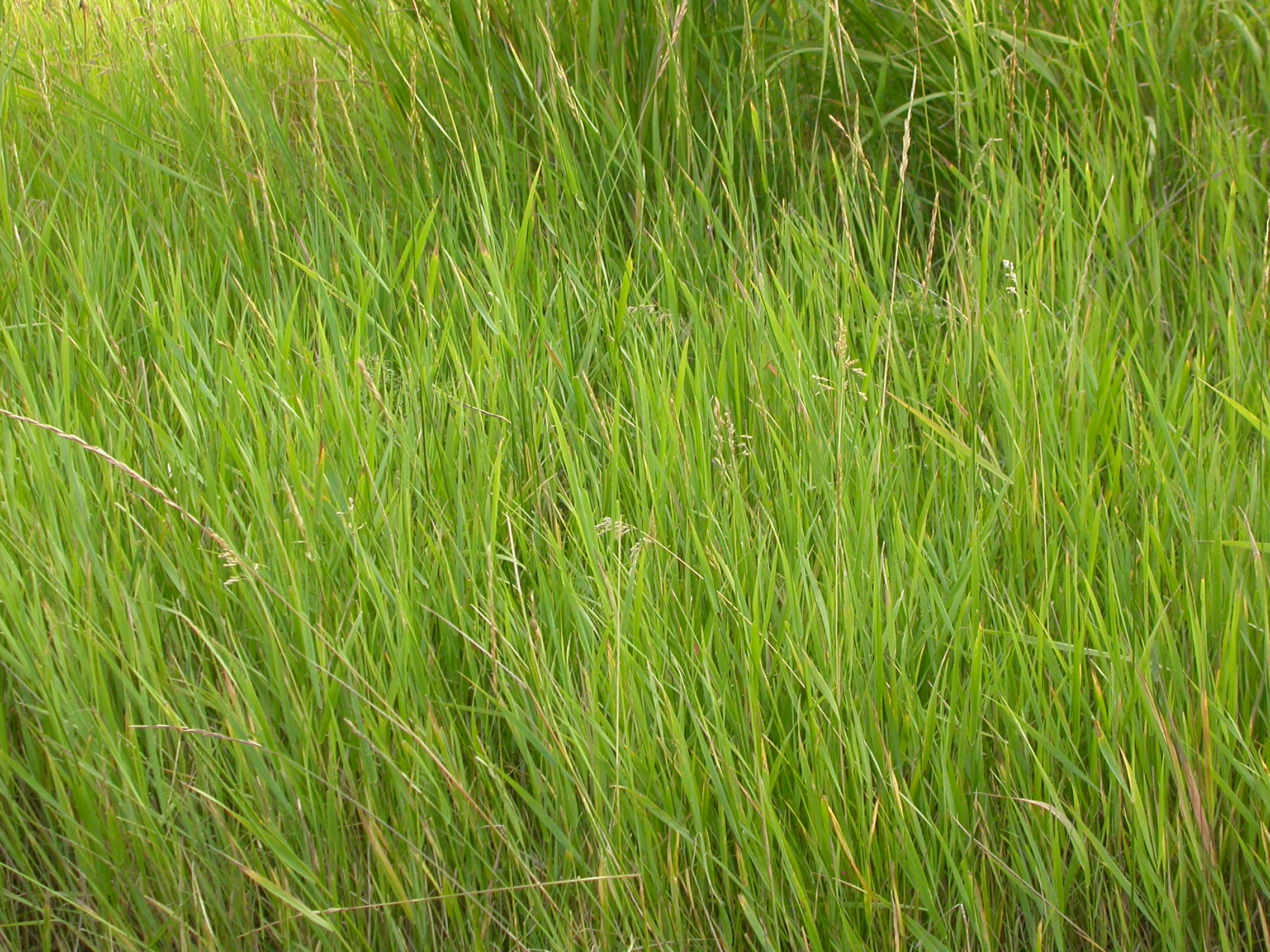
Dell'erba

Riprende il nome greco Χλοη (Chloe), usato anche come epiteto di Demetra, la dea greca del raccolto e dell'agricoltura; etimologicamente si basa sul termine χλοη (chloe), che significa "verde", "giovane", "fresco", indicante in particolare l'erba appena spuntata; è quindi analogo, per significato, ai nomi Verde, Verdiana e Clori (quest'ultimo risalente, inoltre, alla stessa radice greca).
Il nome è presente nella Bibbia dove Cloe è una discepola di san Paolo, citata nella Prima lettera ai Corinzi (1,11); in inglese, il nome è entrato nell'uso comune in seguito alla Riforma protestante. In italiano è usato dal Rinascimento e fu particolarmente diffuso nel Settecento, principalmente grazie alla favola pastorale di Longo Sofista Dafni e Cloe, ripresa da vari poeti arcadici dell'epoca e, più tardi, da Ravel in un suo balletto; si è successivamente rarificato, ed è attestato prevalentemente nel Nord Italia.

## Onomastico
Il nome è adespota, ossia non è portato da alcuna santa; l'onomastico si può festeggiare il 1º novembre, in occasione di Ognissanti.

## Persone

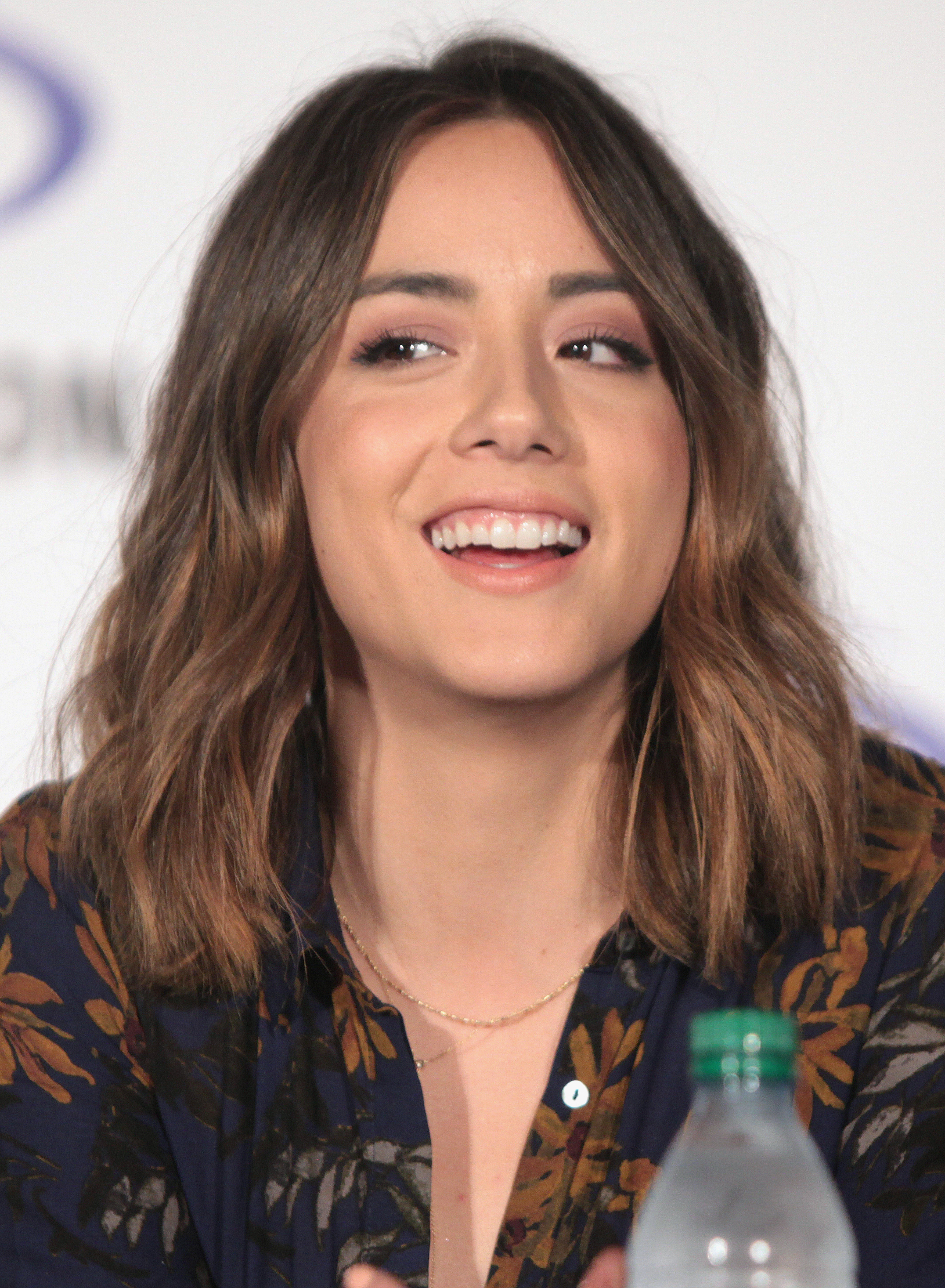
Chloe Bennet

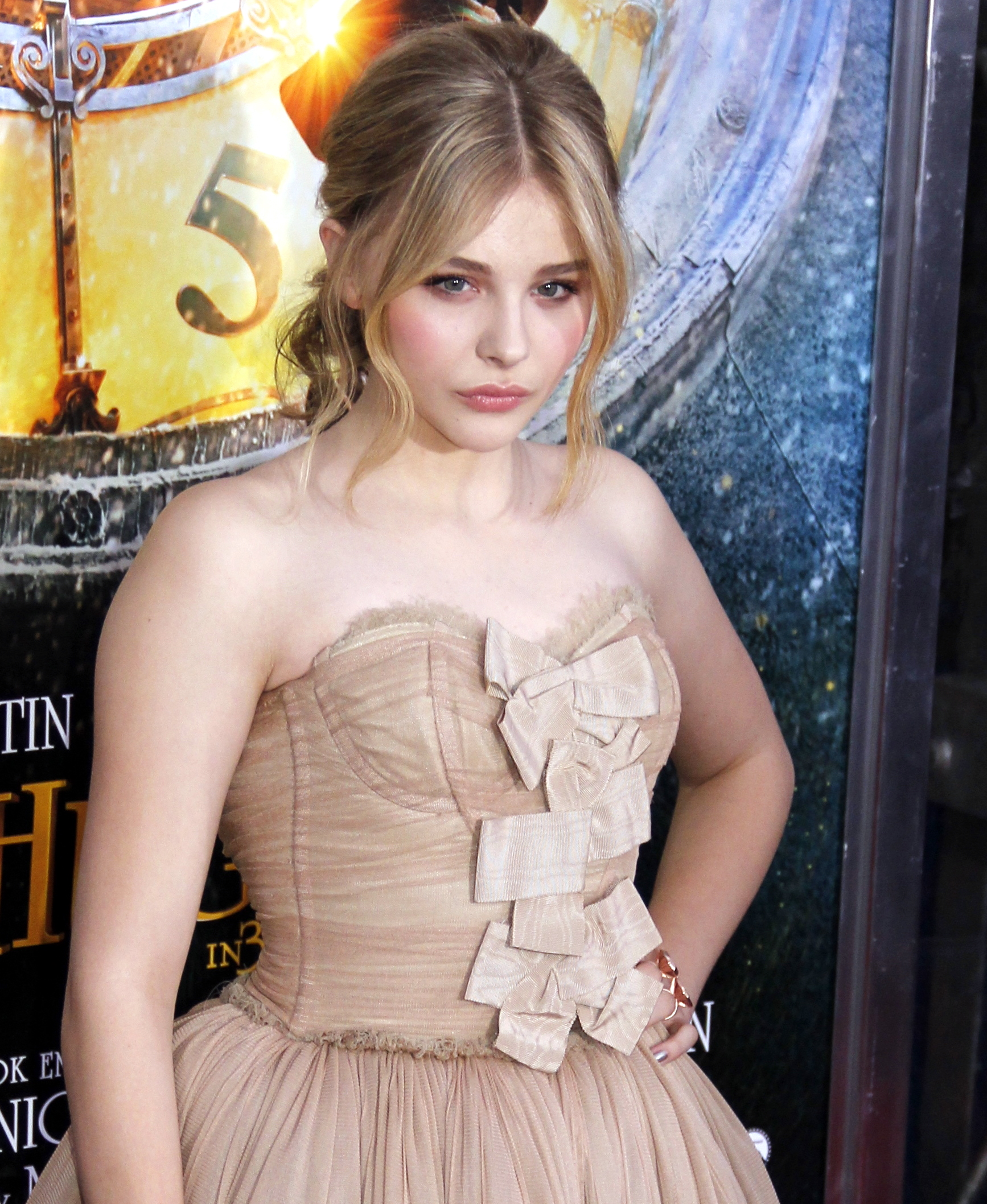
Chloë Moretz

- Cloe Elmo, mezzosoprano italiano

### Variante Chloe
- Chloe Bennet, attrice e cantante statunitense
- Chloe Bridges, attrice statunitense
- Chloe Csengery, attrice statunitense
- Chloe Hoffman, ex pornoattrice, modella, sceneggiatrice e regista statunitense
- Chloe Hosking, ciclista su strada australiana
- Chloe Kim, snowboarder statunitense
- Chloe-Beth Morgan, modella gallese
- Chloe Vevrier, pornoattrice tedesca
- Chloe Webb, attrice statunitense

### Variante Chloé
- Chloé Delaume, scrittrice ed editrice francese
- Chloé Dufour-Lapointe, sciatrice canadese
- Chloé Graftiaux, arrampicatrice e alpinista belga
- Chloé Mortaud, modella francese
- Chloé Trespeuch, snowboarder francese

### Variante Chloë
- Chloë Agnew, cantante irlandese
- Chloë Moretz, attrice e modella statunitense
- Chloë Sevigny, attrice e modella statunitense

## Il nome nelle arti
- Cloe è la protagonista del romanzo di Longo Sofista Le avventure pastorali di Dafni e Cloe, e delle opere da esso tratte.
- Cloe è una delle donne che appaiono nelle odi di Orazio, il quale la insegue per amore.
- Cloe dialoga con Nise in una poesia di Pier Jacopo Martello.
- Cloe è una delle città invisibili del romanzo omonimo di Italo Calvino (Le città e gli scambi, 2).
- Chloe è un personaggio del film del 2009 Chloe - Tra seduzione e inganno, diretto da Atom Egoyan.
- Chloe è un personaggio del romanzo di Boris Vian La schiuma dei giorni.
- Chloe Armstrong è un personaggio della serie televisiva Stargate Universe.
- Chloé Bourgeois è un personaggio della serie animata Miraculous - Le storie di Ladybug e Chat Noir.
- Chloé Corbin è un personaggio della serie animata L'armadio di Chloé.
- Chloe Decker è un personaggio della serie televisiva Lucifer.
- Chloe Frazer è un personaggio della serie di videogiochi Uncharted.
- Cloe Margeri Lombardi è un personaggio della soap opera Vivere.
- Chloé Saint-Laurent è la protagonista della serie televisiva Profiling.
- Chloe Sullivan è un personaggio della serie televisiva Smallville.
- Chloe è una canzone di Elton John.
- La stanza di Cloe è un film del 1996 diretto da Rolf de Heer.
- Chloe Price è la deuteragonista del videogioco Life Is Strange.